# Ediciones Pueblos Unidos
Ediciones Pueblos Unidos fue una editorial uruguaya del Partido Comunista del Uruguay, cuyo funcionamiento se extendió desde 1942 hasta el año 1990.

## Reseña
Creada por el italiano Ettore Quaglierini, funcionario del Komintern, encargado por Unión Soviética de organizar y controlar editoriales en España y Uruguay con la finalidad de distribuir libros y otros textos en español de literatura política y filosófica soviética. En este contexto fundó Ediciones Europa-América en Barcelona y Madrid (España) y Ediciones Pueblos Unidos en Montevideo (Uruguay).
La editorial publicó en sus 50 años de historia, más de 100 obras, entre las cuales se encontraron en una primera época principalmente obras soviéticas traducidas al español, como el "Diccionario filosófico marxista" (Montevideo, 1946), o distintos textos de Karl Marx. Paulatinamente la editorial fue incorporando obras de escritores, poetas y periodistas comunistas uruguayos, como Alfredo Gravina, Ariel Badano, Jesualdo Sosa o Asdrúbal Jiménez y de figuras relevantes del Partido Comunista, como Rodney Arismendi o José Luis Massera quienes fueron sus secretarios generales.
El trabajo de la editorial se vio interrumpido por los 12 años de dictadura cívico-militar uruguaya entre 1973 y 1985 aunque algunos libros se publicaron en Buenos Aires (Argentina) hasta 1976. En 1985 se retomó en Uruguay la publicación, la cual se extendió hasta 1990, cuando el proceso de disolución de la Unión Soviética y la consiguiente crisis de los partidos comunistas en el mundo provocaron junto a otros factores su desaparición.